# فينيل بيوتيرات الصوديوم / أورسودوكسيكولتورين
فينيل بيوتيرات الصوديوم/أورسودوكسيكولتورين، المعروف أيضًا باسم فينيل بوتيرات الصوديوم/تورورسوديول و يباع تحت الاسم التجاري ألبريوزا من بين أسماء أخرى، هو دواء مركب يستخدم لعلاج التصلب الجانبي الضموري (ALS).   و يعطى عن طريق الفم. 
تشمل الآثار الجانبية الشائعة له على الإسهال و آلام البطن و الغثيان و عدوى الجهاز التنفسي العلوي .  و نظرا لأنه يحتوي على نسبة عالية من الصوديوم ، يجب على الأشخاص الذين يعانون من الحساسية توخي الحذر.  أما استخدامه في فترة الحمل فقد يضر الجنين.  إضافة إلى ذلك فهو يحتوي على فينيل بوتيرات الصوديوم وأورسودوكسيكولتورين (تورورسوديول).  ويعتقد أنه يعمل عن طريق تغيير المسارات في الميتوكوندريا والشبكية الإندوبلازمية التي تؤدي إلى موت الخلايا. 
ووفق على تركيبته لاستخدامها الطبي في كندا و الولايات المتحدة في عام 2022.   كذلك تقدمت الشركة المصنعة بطلب للحصول على الموافقة في أوروبا اعتبارًا من عام 2022.  في كندا يكلف حوالي 220.000 دولار كندي للشخص الواحد سنويًا.  و في الولايات المتحدة تبلغ التكلفة حوالي 158000 دولار أمريكي سنويًا اعتبارًا من عام 2022. 